# Virola callophylloidea
Virola callophylloidea là một loài thân gỗ thuộc họ Myristicaceae.